# Scott Carpenter

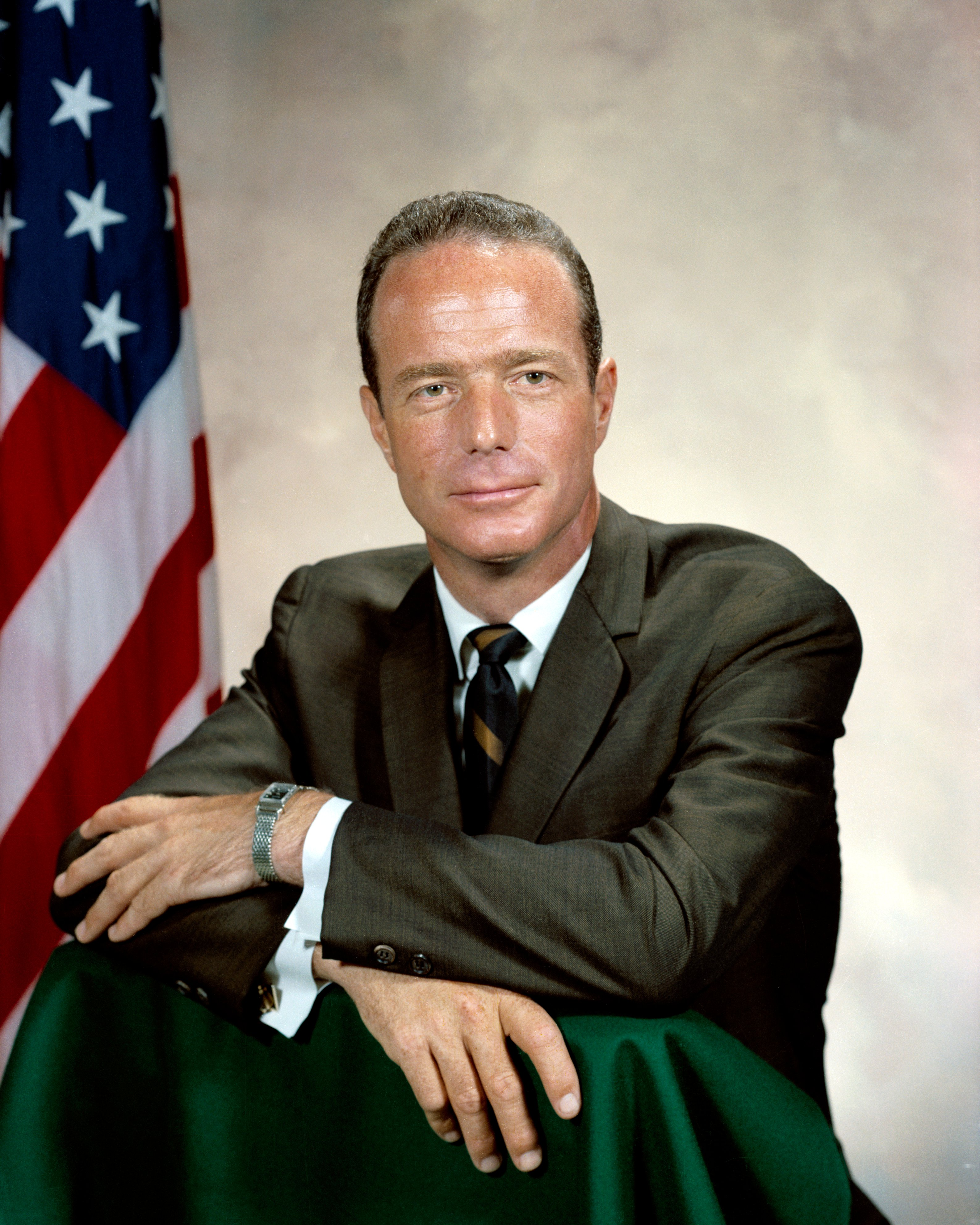
Scott Carpenter

Malcolm Scott Carpenter (Boulder (Colorado), 1 mei 1925 – Denver, 10 oktober 2013) was een Amerikaans astronaut. Hij vloog aan boord van de Mercury MA-7 als vierde Amerikaan in de ruimte en was diepzeeonderzoeker bij de Amerikaanse marine.

## Vroege leven
Carpenter werd geboren in Boulder in de Amerikaanse staat Colorado. Zijn ouders waren de scheikundige onderzoeker Marion Scott Carpenter en Florence Kelso Noxon Carpenter.
Hij studeerde aan de University of Colorado en verkreeg de graad van Bachelor of Science in de luchtvaarttechniek.
Carpenter trad toe tot de Amerikaanse marine in 1949. Hij kreeg vlieglessen in Pensacola (Florida) en Corpus Christi (Texas). Tijdens de Koreaanse Oorlog vloog hij diverse oorlogsmissies boven de Gele Zee, de Zuid-Chinese Zee en de Straat van Taiwan (Straat van Formosa). Hij volgde in 1954 de opleiding tot testpiloot voor de marine in Patuxent River ( Maryland) en was vervolgens verbonden aan de Electronics Test Division van de Naval Air Test Center. In die functie vloog hij vliegtuigen van uiteenlopende types. In 1957 en 1958 volgde hij een opleiding aan de Navy General Line School en de Navy Air Intelligence School, en werd hij aangesteld als Air Intelligence Officer van het vliegdekschip U.S.S. Hornet.

## Ruimtevaart
In april 1959 werd hij samen met zes andere testpiloten door NASA geselecteerd voor de Mercury Seven, de ruimtevaarders die de eerste Amerikaanse bemande ruimtevluchten moesten uitvoeren in het kader van het Mercuryprogramma.
Carpenter was aangewezen als reservebemanning voor Mercury MA-6, de vlucht waarbij John Glenn als eerste Amerikaan in een baan om de aarde vloog.
Carpenter werd voor zijn enige ruimtevlucht gelanceerd op 24 mei 1962 aan boord van de Mercury MA-7 (Aurora 7), de vierde bemande ruimtevlucht in het kader van het Amerikaanse Mercuryproject. Hij vloog tijdens deze bijna vijf uur durende vlucht driemaal rond de aarde. Oorspronkelijk was Donald Slayton gekozen voor deze ruimtevlucht, maar deze was medisch afgekeurd.

## Andere werkzaamheden
Tijdens een verlofperiode nam Carpenter deel aan het SeaLab II-experiment als diepzeeonderzoeker, ook wel aquanaut genoemd. Dit experiment was onderdeel van het "Man-in-the-Sea"-programma van de Amerikaanse marine. Hierbij verbleef Carpenter 30 dagen op de zeebodem voor de kust van Californië. Hij was leider van twee van de drie teams die gedurende het experiment op een diepte van 62 meter leefden en werkten.
Na afloop van het SeaLab II-experiment werkte hij nog voor NASA tot 10 augustus 1967. Daarna assisteerde hij bij het SeaLab III-experiment, als onderdeel van het Deep Submergence Systems Project. In dit project werden onder andere technieken en methoden ontwikkeld voor opsporing, redding en berging.
Carpenter heeft diverse onderscheidingen ontvangen, zoals de Legion of Merit, de Distinguished Flying Cross, de NASA Distinguished Service Medal, Astronaut Wings, University of Colorado Recognition Medal, de Collier Trophy, de New York City Gold Medal of Honor, de Elisha Kent Kane Medal, de Boy Scouts of America Silver Buffalo, en de Numismatica Italiana Award.
Nadat Carpenter in 1969 de marine had verlaten, ging hij in Los Angeles wonen. Vanaf toen paste hij zijn kennis van ruimtevaarttechniek en maritieme techniek toe in het bedrijfsleven.
In 1948 huwde Carpenter met Rene Louise Price uit Clinton (Iowa). Ze kregen vier kinderen en zijn daarna gescheiden. In 1972 huwde hij met Maria Roach, dochter van filmproducent Hal Roach. Zij kregen twee zonen en scheidden daarna eveneens. Ten slotte huwde hij in 1988 met Barbara Curtin. Zij kregen één kind, waarna ook zij scheidden.
Carpenter overleed in een hospice in Denver op 10 oktober 2013. Hij werd 88 jaar oud. Hij stierf aan de gevolgen van een beroerte die hij in september had gekregen.